# Allomycterus
Allomycterus – rodzaj morskich ryb rozdymkokształtnych z rodziny najeżkowatych.

## Klasyfikacja
Gatunek zaliczany do tego rodzaju:
- Allomycterus pilatus